# Campeonato Chileno de Futebol de 1969 - Segunda Divisão
O Campeonato Chileno de Futebol de Segunda Divisão de 1969 foi a 18ª edição do campeonato do futebol do Chile, segunda divisão, no formato "Primera B". Em turno e returno os 14 clubes jogam todos contra todos. O Campeão é promovido para o Campeonato Chileno de Futebol de 1970. O último colocado iria para as Associações de Origem de Futebol do Chile - nível local.

## Participantes
| Equipe                                                | Cidade           | Região                  | No ano anterior                                    | Estádio                                               | Capacidade | Títulos        | Participações |
| ----------------------------------------------------- | ---------------- | ----------------------- | -------------------------------------------------- | ----------------------------------------------------- | ---------- | -------------- | ------------- |
| Club Deportivo Trasandino de Los Andes                | Los Andes        | Província de Aconcágua  | Oitavo Lugar                                       | Estádio Regional de Los Andes                         | 2.500      | 0 (não possui) | 18            |
| Club de Deportes de la Universidad Técnica del Estado | Santiago         | Província de Santiago   | Quinto Lugar                                       | Estádio da Universidad Técnica del Estado             | 3.000      | 0 (não possui) | 15            |
| Deportes Iberia                                       | Los Ángeles      | Provincia de Biobío     | Sexto Lugar (L. Descenso)                          | Estádio Municipal de Los Ángeles                      | 5.000      | 0 (não possui) | 15            |
| Club de Deportes Ñublense                             | Chillán          | Província de Ñuble      | Sétimo Lugar                                       | Estádio Bicentenário Municipal Nelson Oyarzún         | 12.000     | 0 (não possui) | 10            |
| Club Deportivo Lister Rossel                          | Linares          | Província de Linares    | Quarto Lugar                                       | Estádio Fiscal de Linares                             | 7.000      | 0 (não possui) | 9             |
| Club Deportivo Municipal de Santiago                  | Santiago         | Província de Santiago   | Terceiro Lugar (L. Descenso)                       | Estádio Militar                                       | 13.500     | 0 (não possui) | 7             |
| Club Social y Deportivo San Antonio Unido             | San Antonio      | Província de Valparaíso | Quarto Lugar (L. Descenso)                         | Estádio Municipal Doctor Olegario Henríquez Escalante | 2.000      | 0 (não possui) | 8             |
| Colchagua Club de Deportes                            | San Fernando     | Província de Colchagua  | Primeiro Lugar (L. Descenso)                       | Estádio Municipal Jorge Silva Valenzuela              | 5.900      | 0 (não possui) | 13            |
| Club de Deportes Lota Schwager                        | Coronel          | Província de Concepción | Terceiro Lugar                                     | Estádio Municipal Federico Schwager                   | 18.500     | 0 (não possui) | 4             |
| Club de Deportes Coquimbo Unido                       | Coquimbo         | Província de Coquimbo   | Sexto Lugar                                        | Estádio La Pampilla                                   | ---        | 1 (1962)       | 8             |
| Ferroviarios de Chile                                 | Estación Central | Província de Santiago   | [ 4 ]                                              | Estádio Ferroviário Hugo Arqueros Rodríguez           | 30.000     | 0 (não possui) | 1             |
| Club Deportivo y Social Naval                         | Talcahuano       | Província de Concepción | Segundo Lugar (L. Descenso)                        | Estádio El Morro                                      | 7.152      | 0 (não possui) | 2             |
| Club Deportivo San Luis                               | Quillota         | Província de Valparaíso | Vice Campeão                                       | Estádio Municipal Lucio Fariña Fernández              | 7.500      | 2 (1955, 1958) | 6             |
| Club de Deportes Unión San Felipe                     | San Felipe       | Província de Aconcágua  | Rebaixado do Campeonato Chileno de Futebol de 1968 | Estádio Municipal de San Felipe                       | 18.500     | 0 (não possui) | 5             |

## Campeão
| Campeão Chileno Segunda Divisão 1969                         |
| ------------------------------------------------------------ |
| Club de Deportes Lota Schwager (Coronel) (1º título) Campeão |